# Microcalcarifera operosa
Microcalcarifera operosa är en fjärilsart som beskrevs av Louis Beethoven Prout. Microcalcarifera operosa ingår i släktet Microcalcarifera och familjen mätare. Inga underarter finns listade i Catalogue of Life.